# 기이 수도 지진
기이 수도 지진은 2021년 12월 3일 오전 9시 28분경 일본 기이 수도에서 발생한 규모 5.4의 지진이다. 5명이 부상을 입었다.

## 진도
아래는 일본 기상청 진도 계급 기준 진도4 이상을 관측한 지역이다.
| 진도 | 도도부현   | 시정촌 |
| ---- | ---------- | --- |
| 5약  | 와카야마현 | 고보시 |
| 4    | 미에현     | 구마노시 |
| 4    | 효고현     | 미나미아와지시 |
| 4    | 와카야마현 | 아리다시 다나베시 유아사정 미하마정 히다카정 유라정 이나미정 미나베정 히다카가와정 시라하마정 가미톤다정 스사미정 |
| 4    | 도쿠시마현 | 아난시 요시노가와시 미마시 나카정 미나미정 이타노정                                                               |
| 4    | 가가와현   | 사누키시 히가시카가와시                                                                                           |

## 다른 지진과의 관련성
난카이 해곡 거대지진
일본 기상청은 “이 지진은 난카이 해곡 거대지진과 직접적인 관련은 없다”고 발표했다.
같은 날에 일어난 야마나시의 지진
2021년 12월 3일 오전 6시 37분경 야마나시현 후지 호수 동부 지역에서 규모4.8, 최대진도5약의 지진이 일어났다. 이 야마나시 지진이 발생후 약 3시간 뒤, 기이 수도 지진이 일어났다. 다만 이 두 지진에는 관련이 없다고 생각된다. 어디까지나 우연하다.

## 같이 보기
- 2021년 지진
- 일본의 지진 목록